# Zaanse Schans

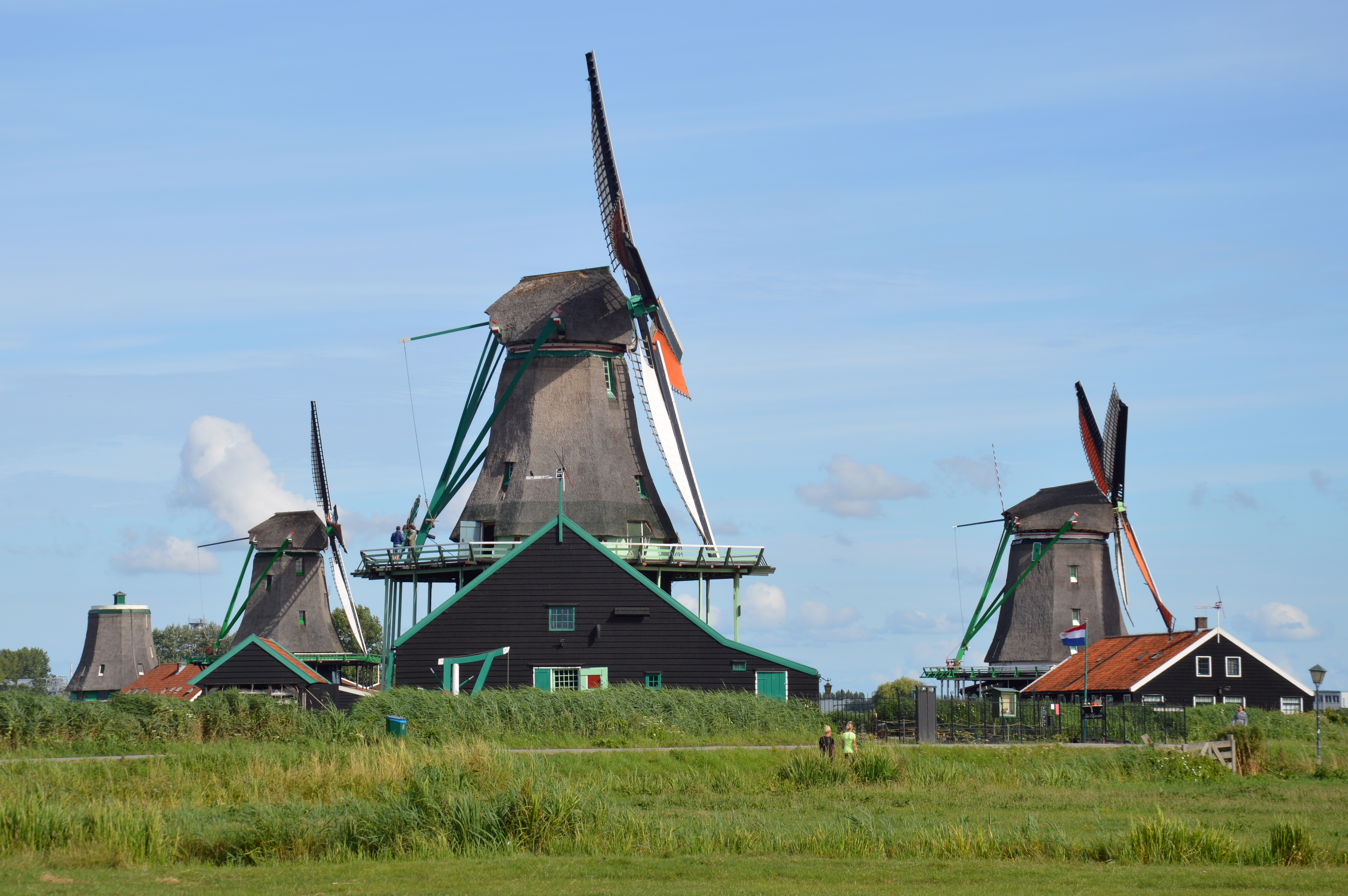
Einige Windmühlen

Die Zaanse Schans ist ein Ort in der niederländischen Gemeinde Zaanstad, gegenüber von Zaandijk an der Zaan gelegen. Ungefähr 1.900.000 Besucher besichtigen jährlich dieses Freiluftmuseum, das mit dem Gedanken errichtet wurde, das historische Erbe dieses ältesten Industriegebiets der Niederlande zu zeigen. Viele Häuser des Ortsteils sind bewohnt, so dass nicht nur Touristen auf dem Gelände anzutreffen sind.
In Zaanse Schans gibt es das Zaans Museum sowie ein Holzschuh-Museum.

## Geschichte
Der Name Schans erinnert an die gleichnamige Schanze, die 1574 von Diederik Sonoy, einem Gouverneur unter Willem I, Prinz von Oranien, gegen die spanischen Angreifer gebaut wurde.
1928 wurde – zunächst in einem Wohnhaus – ein Mühlenmuseum (Zaans Molenmuseum) eingerichtet.

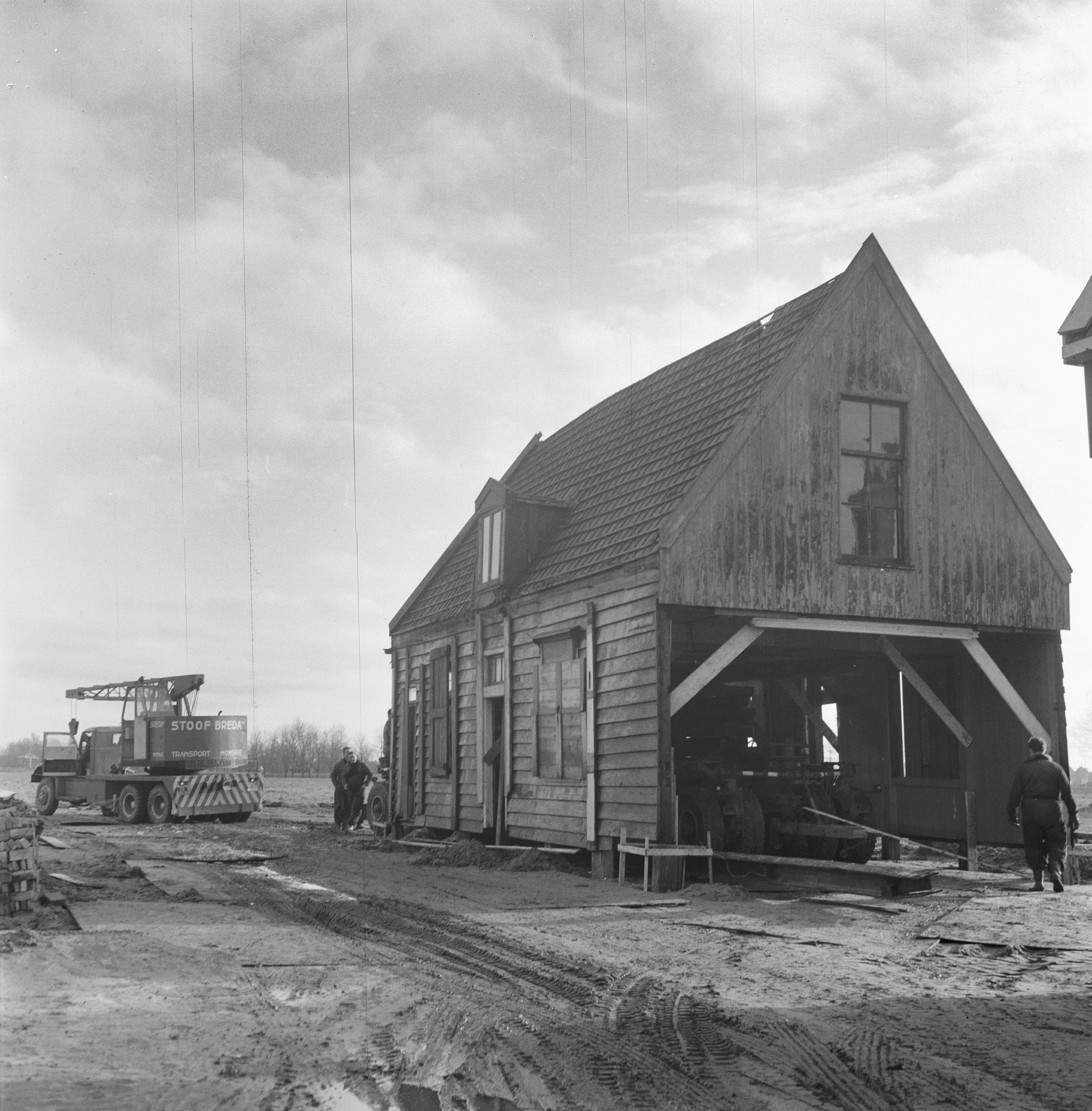
Aufbau eines Gebäudes auf der Fläche der Schanze, Dezember 1964

Zwischen 1961 und 1974 wurden viele alte Gebäude aus der Zaanstreek zur Zaanse Schans transportiert, wieder aufgebaut und in ihren ursprünglichen Zustand versetzt. Die am Ort bestehenden Windmühlen wurden restauriert, weitere aus der Zaanstreek dazugestellt. Auch in den späteren Jahren wurden immer wieder alte Gebäude dort aufgestellt.

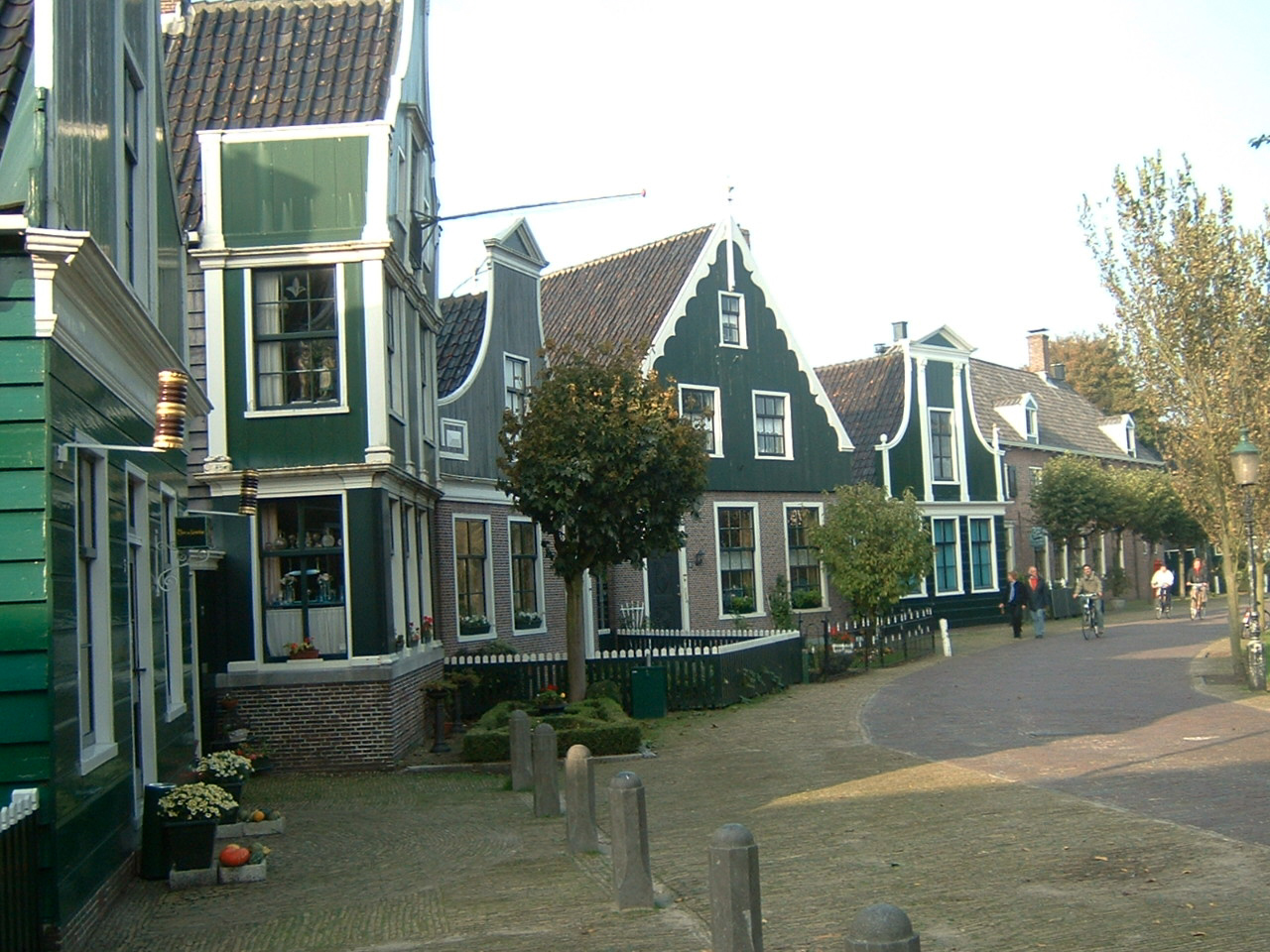
Alte holländische Häuser

Die Besucher können verschiedene alte Häuser besichtigen, darunter eine Nachbildung des ersten Ladens von Albert Heijn, aus dem eine niederländische Supermarktkette hervorging. Neben den Souvenirläden kann man eine Käserei, eine Küferei, eine Holzschuhwerkstatt, ein Bäckereimuseum, das Zaanse Uhrenmuseum und die  Farbmühle De Kat, besuchen. Auch alle anderen Industriewindmühlen sind zu besichtigen. Anschließend an das Freigelände befindet sich das Zaans Museum, das einen Einblick in die Entwicklung der Zaanstreek als Industriegebiet gewährt. Erzeugnisse, die auf dem Gelände hergestellt werden, Senf, Käse, Gebäck und so weiter kann man dort kaufen.

## Mühlen an der Zaanse Schans
- Gewürzmühle De Huisman

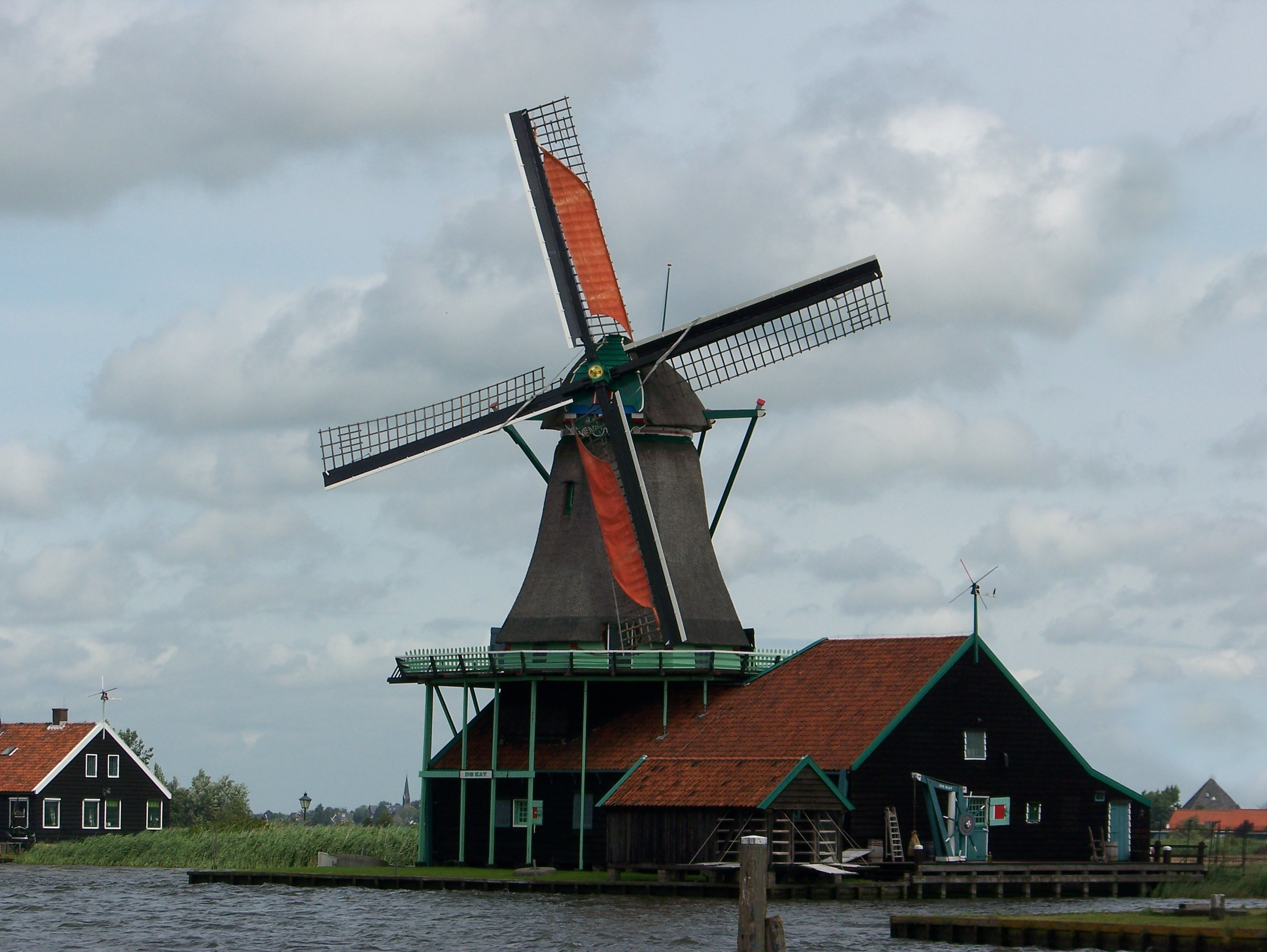
Farbmühle De Kat

- Paltrok-Sägemühle De Gekroonde Poelenburg
- Farbmühle De Kat
- Sägemühle Het Jonge Schaap
- Ölmühle De Os
- Ölmühle De Zoeker
- Sägemühle Het Klaverblad
- Ölmühle De Bonte Hen

Diese Mühlen stehen alle am Ostufer der Zaan. Weitere Mühlen, meist Weidemühlen, sind auf dem Gelände aufgestellt. Gegenüber steht auf der anderen Straßenseite die Ölmühle De Ooijevaar (deutsch: Der Storch) und am anderen Ufer der Zaan die Getreidemühle De (Bleeke) Dood.
Der Eintritt in das Freigelände und für das Holzschuhmuseum ist frei, zur Innenbesichtigung der Mühlen, der vorhandenen historischen Häuser muss ein Eintrittsgeld bezahlt werden.